# Hector von Holzhausen
Hector von Holzhausen (Francoforte sul Meno, 18 marzo 1812 – Linz, 16 giugno 1890) è stato un generale austriaco.

## Biografia
Figlio degli aristocratici Johann Georg Giustiniano von Holzhausen e di Caroline Friederike Luise von Ziegesar, Holzhausen nacque a Francoforte sul Meno il 18 marzo 1812.
Avviato alla carriera delle armi, frequentò l'Accademia militare austriaca di ingegneria di Vienna e nel 1831 fu nominato sottotenente in un Reggimento di fanteria. Tenente nel 1846 presso il 19º Reggimento fanteria "principe Filippo d'Assia-Homburg" a Vienna, nel 1847-1848 fu promosso al grado di capitano e comandante di compagnia presso il 59º Reggimento fanteria "principe Karl Philipp Schwarzenberg".
Nel 1848-'49 prese parte alla Prima guerra d'indipendenza italiana schierato a difesa dell'Alto Adige contro l'invasione dei Corpi Volontari Lombardi e nella campagna dello Stato pontificio contro i patrioti della Repubblica Romana, l'anno successivo, nel 1849.
Nominato maggiore nello stesso reggimento di fanteria nel 1850, tenente colonnello nel 1854 presso il 60º Reggimento fanteria "Principe Gustav Vasa", colonnello nel 1858  comandante del 62º Reggimento fanteria "Arciduca Heinrich", nel 1863 fu di guarnigione a Bolzano, Trento, Padova e Treviso. Con lo stesso reggimento, prese parte alla difesa nazionale del Tirolo nella guerra del 1859 schierato nelle Giudicarie contro la 4ª Divisione dell'Armata Sarda del generale Enrico Cialdini.
Fu posto in congedo nel 1865 con il grado di maggior generale e morì a Linz nel 1890.